# Riserva naturale di Kronockij
La riserva naturale di Kronockij (Кроноцкий заповедник; o riserva della biosfera di Kronockij) è un'area protetta riservata allo studio delle scienze naturali situata in un remoto angolo dell'Estremo Oriente russo, sulla costa della penisola della Kamčatka. Venne istituita nel 1934 e i suoi confini attuali delimitano una superficie di 10 990 km². Il più grande specchio d'acqua della riserva è il lago Kronockij, che ricopre un'area di 246 km². Si trovano qui anche l'unico campo di geyser della Russia, nonché alcune catene montuose con numerosi vulcani, sia attivi che spenti. A causa delle sue condizioni climatiche spesso molto rigide e del suo paesaggio dominato da vulcani e geyser, la riserva viene di frequente soprannominata la «Terra di fuoco e ghiaccio».
Kronockij è una riserva accessibile perlopiù ai soli scienziati, oltre a circa 3 000 turisti che ogni anno pagano l'equivalente di 500 euro per potervi accedere in elicottero ed effettuare una visita di un solo giorno. È parte dei Vulcani della Kamčatka, un Patrimonio dell'umanità dell'UNESCO.

## Storia
Inizialmente l'area oggi occupata dal Kronockij era una riserva per gli zibellini, istituita nel 1882 su richiesta della gente del luogo, soprattutto cacciatori che apprezzavano il valore delle foreste attorno al lago Kronockij in quanto habitat ideale per questi animali. I confini della riserva furono fissati per la prima volta nel 1934, prima di essere cancellati per due volte (nel 1951 e nel 1961). L'area protetta venne infine ripristinata nel 1967 e riconosciuta come riserva della biosfera nel 1984.

## Flora e fauna
Sul territorio della riserva crescono più di 750 specie di piante. Essa ospita anche circa 700 orsi bruni, tra i più grandi del mondo, che possono raggiungere i 540 kg di peso. Gli orsi della riserva di Kronockij si radunano attorno ai torrenti di montagna per catturare i salmoni rossi.

## Siti d'interesse

### La Valle dei geyser
La Valle dei geyser (in russo Долина гейзеров, Dolina gejzerov) è l'unico campo di geyser del continente eurasiatico (fatta eccezione per il campo di geyser del Mutnovskij) e il secondo al mondo per quanto riguarda la concentrazione di geyser. Questo bacino, di circa 6 km di lunghezza, comprende circa 90 geyser e numerose sorgenti d'acqua calda. È situata sulla riva sinistra del sempre più profondo fiume Geysernaja.
All'interno della vallata, un cono vulcanico, crollato circa 40 000 anni fa, forma la caldera di Uzon. I geyser e le sorgenti calde sono dovute al magma che porta ad ebollizione le acque sotterranee. La zona, larga 13 kvanta più di 500 formazioni geotermiche, incluse sorgenti calde e sfiatatoi.
Tra questi geyser, il geyser Velikan (letteralmente «gigante») espelle tonnellate d'acqua alte più di 26 metri per un minuto, circa ogni sei ore. Almeno 20 geyser simili entrano in eruzione nel bacino del fiume Geysernaja e nella Valle dei geyser.

### I ghiacciai della penisola Kronockij
I ghiacciai della penisola Kronockij (54°48′N 161°48′E) occupano una superficie di 11 000 ha. In alcuni punti, scendono fino ad un'altitudine che varia da 600 a 345 metri e sono situati ad una distanza dalla costa compresa tra 8 e 12 km. Il più importante tra questi, il Tjuševskij, dai 1 200 m scende fino a 600 m. Si estende da nord a sud per una distanza di 6 km.
La penisola Kronockij è soggetta a forti nevicate. Vi si registrano precipitazioni annuali di 3 000 mm che possono raggiungere talvolta i 4 500 mm. I ghiacciai svolgono un ruolo fondamentale nella riserva, sia dal punto di vista idrologico che da quelli ecologico e zoologico. Grazie a loro, specie rare di piante e animali sono riuscite a insediarsi qui.

### La foresta di larici del bacino del lago Kronockij
La foresta di larici del bacino del lago Kronockij è uno dei siti naturali unici della riserva naturale di Kronockij. A nord del lago, lungo il corso dei fiumi Listvennichnaya, Severnaya e Uhnana, essa occupa una superficie di 4 000 ha. Questa foresta è il proseguimento della taiga di conifere della depressione centrale della Kamčatka.
Una ricca varietà di flora e fauna riescono a prosperare grazie a questa foresta, dove, oltre ai larici, crescono anche conifere e latifoglie. Sul terreno, crescono la godiera (Goodyera repens), il ribes rosso selvatico (Ribes triste) e una grande varietà di sorbi. Tra gli animali che si possono incontrare qui ricordiamo lo scoiattolo, il toporagno dai denti grandi della Siberia (Sorex daphaenodon) e popolazioni numerose di alci, di beccofrusoni, di frosoni e di ulula.